# Mielesze (obwód grodzieński)
Mielesze (biał. Меляшы, Mielaszy; ros. Мелеши, Mieleszy) – wieś na Białorusi, w obwodzie grodzieńskim, w rejonie lidzkim, w sielsowiecie Dworzyszcze.

## Historia
W XIX i w początkach XX w. położone były w Rosji, w guberni wileńskiej, w powiecie lidzkim, w gminie Lida.
W dwudziestoleciu międzywojennym leżały w Polsce, w województwie nowogródzkim, w powiecie lidzkim, w gminie Lida. W 1921 miejscowość liczyła 171 mieszkańców, zamieszkałych w 33 budynkach, w tym 166 Białorusinów i 5 Polaków. 161 mieszkańców było wyznania prawosławnego i 10 rzymskokatolickiego.
Po II wojnie światowej w granicach Związku Sowieckiego. Od 1991 w niepodległej Białorusi.